# Чович, Драган
Драган Чович (хорв. Dragan Čović; род. 20 августа 1956, Мостар) — боснийский хорватский предприниматель и политический деятель. Лидер Хорватского демократического содружества БиГ.

## Биография
С 1998 года занимал должности министра финансов и вице-премьера правительства страны. 5 октября 2002 года был избран членом Президиума Боснии и Герцеговины в составе третьего этнитета для хорватов. В июне 2003 — феврале 2004 года занимал должность Председателя Президиума БиГ («коллективный глава государства») от хорватской общины. 29 марта 2005 года был отстранён от занимаемой должности Верховным представителем Пэдди Эшдауном по обвинению в финансовых преступлениях и злоупотреблении полномочиями. На время следственных мероприятий по решению Государственного суда Боснии и Герцеговины некоторое время после отставки провел в заключении. Позднее обвинения были сняты. На президентских выборах 2014 года набрал большинство голосов.